# Signal Iduna Park
A Signal Iduna Park egy UEFA által öt csillaggal kitüntetett labdarúgóstadion a németországi Dortmundban. A Borussia Dortmund otthonául szolgáló létesítmény az ország legnagyobb kizárólag a labdarúgást szolgáló építménye. A pályán rendszeresen szerepel a német válogatott és a 2006-os labdarúgó világbajnokság több mérkőzését is itt játszották.

## Története

### Kezdetek
A stadiont az 1974-es labdarúgó-világbajnokság alkalmából építtette Dortmund városa, hogy a korábbi elöregedett létesítmény helyett megfelelő színvonalon láthassa vendégül a világ legjobb csapatait. Az új stadionban 54 000 néző foglalhatott helyet. A építkezés 31 millió márkát emésztett fel, amelyet az NSZK, Észak-Rajna-Vesztfália tartomány és Dortmund városa együttesen fizetett ki. Az új pálya nevét (Westfalenstadion) a tartományról kapta.
A nyitómérkőzést a Ruhr-vidék két régi nagy riválisa a Schalke 04 és a Borussia Dortmund játszotta. Az 1974-es világbajnokság mérkőzései után a Borussia Dortmund költözött a szomszédos Stadion Rote Erde-ből a Westfallenstadionba. A Borussia ebben az időben a másodosztályban szerepelt, ezért 1976-ig kellett várni az első Bundesliga-mérkőzésre, amikor a saját stadionjának bővítése miatt a VfL Bochum költözött ideiglenesen Dortmundba. A Westfallenstadion 1990-ig szinte változtatás nélkül működött. 1992-ben az állóhelyeket megszüntették, helyüket székek foglalták el, ezért a lehetséges nézőszám 42 800 főre csökkent.

### Átalakítások
1990-től kezdve másfél évtizeden át három nagy hullámban újították fel és alakították át a létesítményt. 1995 és 1999 közötti első lépcsőben kibővítették a pálya hosszanti oldala mentén húzódó keleti és a nyugati lelátót. Ezzel a nézőszám 55 000 főre növekedett. A nyugati lelátón egy dísztribünt és egy ún. VIP-zónát is kialakítottak.
A bővítés második lépcsőjében megmagasították a déli és északi lelátókat is. A déli lelátót a dortmundi hagyományoknak megfelelően kizárólag állóhelyes résznek építették, ahol 25 000 szurkoló fért el. Ezzel a bővítéssel a stadion kapacitása 68 600 főre emelkedett. A Dortmund ebben az időben igen jól szerepelt az európai kupákban. Az UEFA azonban nemzetközi mérkőzésen tiltotta az állóhelyek használatát, ezért a nem sokkal korábban megépített állóhelyeket ülőhelyekké alakították át. (A lehetséges nézőszám 53 000-re csökkent.)
A harmadik fázisban, 2002-2003-ban az addig kihasználatlan sarkokat is beépítették. A saroklelátók megnyitásával a kapacitás 83 000 főre nőtt. Az északi tribün alatt a Borussia Dortmund múzeumát és éttermeket alakítottak ki. Ebben az időben kerültek a stadion fölé a lelátók tetejét tartó rikítóan sárga pillonok, amelyek mára a város jelképeivé váltak. A 2006-os labdarúgó világbajnokságra készülve elektronikus beléptetőrendszert építettek ki és teljesen felújították az illemhelyeket. A világbajnokság mérkőzéseit 81 264 fő nézhette végig. Az átalakítások után az UEFA öt csillagos minősítést adományozott a Westfalenstadionnak, így ezen a pályán akár BL döntőt is rendezhetnek.

### Névcsata
2005. december 1-jén az addigi Westfalenstadion új neve Signal Iduna Park lett. A Borussia Dortmund 20 millió eurót kapott a névhasználat jogáért a Signal biztosítótól. A dortmundi  drukkerek vonakodva fogadták el az új nevet, hiszen bár enyhítette a Borussia pénzügyi gondjait, de sérti a csapat hagyományait. Dortmund városának Nyugat-Belváros nevű kerülete a stadionhoz vezető utcának 2006 elején az Am Westfalenstadion nevet adományozta.  A Borussia vezetése a névszponzor érzéketlen sértegetéseként értékelte az utca nevének megváltoztatását, míg a szurkolók a hagyományos név megmeneküléseként üdvözölték az eseményt. A világbajnokságot rendező Nemzetközi Labdarúgó-szövetség sem fogadta  el, hogy a stadion a biztosítót reklámozó néven szerepeljen a 2006-os világbajnokságon. 2006 nyarán a stadion neve FIFA WM-Stadion Dortmund volt. 
2006 végén a stadion melletti vasútállomás is a Signal Iduna Park nevet kapta. 

A Westfalenstadion a szerződés értelmében 2021. június 30-áig viseli a Signal Iduna Park nevet.

### A stadionban játszott jelentős mérkőzések
| Dátum            | Esemény   | Forduló       | Csapat 1           |     | Csapat 2         | Eredmény                  |
| ---------------- | --------- | ------------- | ------------------ | --- | ---------------- | ------------------------- |
| 1974. június 14. | VB 1974   | 1. csoportkör | Skócia             | Vs. | Zaire            | 2 – 0                     |
| 1974. június 19. | VB 1974   | 1. csoportkör | Hollandia          | Vs. | Svédország       | 0 – 3                     |
| 1974. június 23. | VB 1974   | 1. csoportkör | Hollandia          | Vs. | Bulgária         | 4 – 1                     |
| 1974. július 3.  | VB 1974   | 2. csoportkör | Hollandia          | Vs. | Brazília         | 2 – 1                     |
| 2001. május 16.  | UEFA-kupa | Döntő         | Liverpool FC       | Vs. | Deportivo Alavés | 4 – 4 (5 – 4 Aranygóllal) |
| 2006. június 10. | VB 2006   | Csoportkör    | Trinidad és Tobago | Vs. | Svédország       | 0 – 0                     |
| 2006. június 14. | VB 2006   | Csoportkör    | Németország        | Vs. | Lengyelország    | 1 – 0                     |
| 2006. június 19. | VB 2006   | Csoportkör    | Togo               | Vs. | Svájc            | 0 – 2                     |
| 2006. június 22. | VB 2006   | Csoportkör    | Japán              | Vs. | Brazília         | 1 – 4                     |
| 2006. június 27. | VB 2006   | Nyolcaddöntő  | Brazília           | Vs. | Ghána            | 3 – 0                     |
| 2006. július 4.  | VB 2006   | Elődöntő      | Németország        | Vs. | Olaszország      | 0 – 0 (0 – 2 h. u.)       |

## Külső hivatkozások
A stadion honlapja

A stadion honlapja a Signal biztosító honlapján

A Signal Iduna Park építésének honlapja